# جمعية بسمة
جمعية بسمة هي جمعية خاصة بالاهتمام وتشجيع ذوي الإعاقة. تاسست في عام 2000، على يد السيدة ليلى بن علي، وهي زوجة الرئيس التونسي الأسبق زين العابدين بن علي، حيث تهدف جمعية بسمة إلى تكاتف الجهود مع الدولة في مجال إدماج الأشخاص ذوي الإعاقة، خلال توظيفهم والحث على تشغيلهم، وتقديم المساعدة لهم في الحصول على فرص عمل في القطاعين العام والخاص، وايضاً في إطلاق مشاريعهم الخاصة. وتسعى الجمعية إلى نشر روح المبادرة والشعور بالإعتماد على الذات بين الأشخاص من ذوي الإعاقة وذوي الاحتياجات الخاصة وذلك لطرد فكرة الإعتماد على الغير وحثهم على المساهمة الفعالة في دمج أنفسهم في الدائرة الاجتماعية والاقتصادية اسوتاً ببقية الفئات. وتساهم جمعية بسمة أيضًا في تدريب وتشغيل الأشخاص ذوي الإعاقة ومساعدتهم في تسويق منتجاتهم والمشاركة في المعارض التجارية والفعاليات المختلفة.

## الأهداف
تهدف جمعية بسمة لتعزيز تشغيل الأشخاص من ذوي الإعاقة في مجالات العمل والوظيفة اما كأصحاب عمل أو كعاملين لحسابهم الخاص. ولتحقيق هذا الهدف تسعى الجمعية إلى إعداد الأفراد من ذوي الإعاقة الى الحياة المهنية من خلال توفير أو توسيع فرص التدريب وضمان اندماجهم التعليمي في سن مبكرة جدًا قبل سن المدرسة.
ومن بين الأهداف الرئيسية للجمعية:
1. دمج ذوات الإعاقة في الدائرة الاقتصادية كأصحاب أجور أو عاملين لحسابهم الخاص
2. إستكشاف مهن ومجالات عمل جديدة
3. [1] تأهيل وتدريب ذوي الإعاقة
4. متابعة ورعاية ذوي الإعاقة
5. رفع الوعي بخصوص هذه الفئة

## الإنجازات
عمل جمعية بسمة لا يقتصر على تشغيل الأشخاص من ذوي الإعاقة. تهدف الجمعية إلى تقديم مجموعة من الخدمات، بما في ذلك الدعم الصحي والترفيهي، لمساعدة الأفراد ذوي الاحتياجات الخاصة في التغلب على الشعور بالوحدة والتهميش أثناء الاندماج في المجتمع. وتماشياً مع التزامها المستمر بمساعدة الأشخاص ذوي الإعاقة ليصبحوا جزءًا من المشهد الاجتماعي والاقتصادي، قدمت الجمعية في مناسبات متعددة أنواعًا مختلفة من المعدات لتمكين هذه المجموعة من بدء مشاريعهم الخاصة في مجالات متنوعة مثل الخياطة والتطريز والرسم على الحرير وصناعة الفضة والبستنة.
ييقدم نادي بسمة مجموعة متنوعة من الخدمات الموجهة للأشخاص ذوي الإعاقة والاحتياجات الخاصة، والهدف الأساسي هو مساعدة هؤلاء الأفراد على عيش حياة شبه طبيعية، وتسهيل اندماجهم في المجتمع. ومن بين المرافق العديدة التي يوفرها النادي ورش العمل، ونوادي الفنون، وحمام السباحة، والمكتبة، والملاعب الرياضية والألعاب، فضلاً عن المسارات الصحية والعلاجية، بالإضافة إلى المقاهي وأماكن تناول الطعام. بالإضافة إلى ذلك، يزود النادي أعضائه بالتدريب في مجالات مختلفة، بما في ذلك تكنولوجيا المعلومات والاتصالات، والحرف اليدوية، والموسيقى، والرسم، والأنشطة الرياضية.
يضم مركز بسمة للكمبيوتر للمكفوفين وضعاف البصر والذي يقدم دورات تدريبية بخصوص هذا الفئة.
تهدف وحدة الخدمات عن بعد (الخدمات الإلكترونية) إلى الاستفادة من خبرات الأفراد ذوي الإعاقة في مجال تكنولوجيا المعلومات والاتصالات، وتوفر هذه الوحدة لهؤلاء الأفراد إمكانية الوصول عن بعد إلى مجموعة من الخدمات الإدارية والاجتماعية، بالإضافة إلى الإنترنت.
حيث يقدم مركز الاتصال جمعية بسمة خدمات الهاتف عن بعد للمؤسسات والجمهور. ويعمل المركز بالتعاون مع شركة الاتصالات التونسية "اتصالات تونس" والمكتب الوطني للبريد "البريد التونسي لي بوستي تونيسيان" لمعالجة المكالمات الهاتفية للحرفاء. ويعمل في المركز أكثر من 40 موظفًا ثمانون بالمئة منهم من الأشخاص من ذوي الإعاقة.
إيتسويك ( التسويق الإلكتروني ) هو مركز تجاري إلكتروني للتسويق الإلكتروني للمنتجات المصنوعة يدويًا بواسطة الأشخاص من ذوي الإعاقة. حيث تهدف بوابة التجارة الإلكترونية هذه إلى مساعدة هذه الفئة من الأشخاص على الترويج لمنتجاتهم وبيعها عبر الإنترنت للدعم و تطوير مهاراتهم.

## الشراكات
حيث تهدف جمعية بسمة دائما إلى اقامة و ترسيخ علاقاتها بشركات الفعالة مع العديد من الهيئات الحكومية وغير الحكومية العاملة في مجال تأهيل وتشغيل الأشخاص من ذوي الإعاقة. وفي هذا الإطار، أنشأت شركة بسمة شبكة علاقات مع الهيئات الوطنية والدولية بهدف تعزيز كفاءة عملياتها. وقد توج ذلك بتوقيع اتفاقيات شراكة وتعاون مع الهيئات التالية:
- البنك التونسي للتضامن (BTS)
- الوكالة الوطنية للتشغيل والعمل المستقل[4] (ANETI)
- الوكالة التونسية للتكوين المهني
- الاتحاد التونسي للتضامن[5] (UTS)
- معهد تعزيز ذوي الإعاقة (IPH)

## روابط خارجية
- الموقع الرسمي